# Савельев, Алексей Витальевич
Алексе́й Вита́льевич Саве́льев (10 апреля 1977, Москва) — российский футболист, полузащитник.

## Карьера
Известен по своим выступлениям за московский ЦСКА и махачкалинский «Анжи».
Дебютировал в высшей лиге 6 ноября 1994 года, выйдя на замену за «Торпедо» на 70-й минуте домашнего матча заключительного тура чемпионата-1994 против «Уралмаша» (1:0).
Сыграл десять матчей за олимпийскую сборную России, в которых забил три мяча..

## Достижения
- Серебряный призёр чемпионата России: 1998
- Бронзовый призёр чемпионата России: 1999